# Dicranoptycha laevis
Dicranoptycha laevis är en tvåvingeart som beskrevs av Alexander 1948. Dicranoptycha laevis ingår i släktet Dicranoptycha och familjen småharkrankar. Inga underarter finns listade i Catalogue of Life.